# Józef Goździk
Józef Goździk (ur. 6 października 1869 w Złakowie Borowym, zm. 3 marca 1932 tamże) – polski rolnik, polityk, poseł na Sejm I kadencji w II RP z ramienia Związku Ludowo-Narodowego.

## Życiorys
Ukończył szkołę elementarną. 
Posiadał gospodarstwo rolne w rodzinnym Złakowie Borowym. W lipcu 1921 został wybrany członkiem Rady Naczelnej Związku Ludowo-Narodowego, gdzie reprezentował powiat łowicki. 
W wyborach w 1922 uzyskał mandat z listy nr 8 (Chrześcijański Związek Jedności Narodowej) w okręgu wyborczym nr 11 (Łowicz). Zasiadł w klubie Związku Ludowo-Narodowego. Był członkiem komisji petycyjnej.

## Rodzina
Był synem Jana, rolnika, i Marcjanny z Blusów. 19 listopada 1895 w kościele Wszystkich Świętych w Złakowie Kościelnym ożenił się z Anastazją z Blusów. Po jej śmierci ożenił się z Małgorzatą z Sejdaków.